# Сулянгуркуль
Сулянгуркуль или Сулянгур (тат. Сөләнгер күле) — озеро в России, располагается в 2 км севернее села Мемдель на территории Высокогорского района Республики Татарстан. Относится к правобережной части бассейна реки Петьялка.
Представляет собой водоём карстово-суффозионного происхождения, находящийся в южной части Вятского Увала. Озеро имеет сложную форму, длиной 250 м и максимальной шириной в 110 м. Площадь водной поверхности озера составляет 1,2 га. Наибольшая глубина достигает 11 м, средняя глубина равняется примерно 2 м. Уровень уреза воды находится на высоте 152 м над уровнем моря.
Озеро используется в рекреационных целях.